# Omoleon jeanneli
Omoleon jeanneli är en insektsart som beskrevs av Navás 1936. Omoleon jeanneli ingår i släktet Omoleon och familjen myrlejonsländor. Inga underarter finns listade i Catalogue of Life.